# Benjamin Clementine

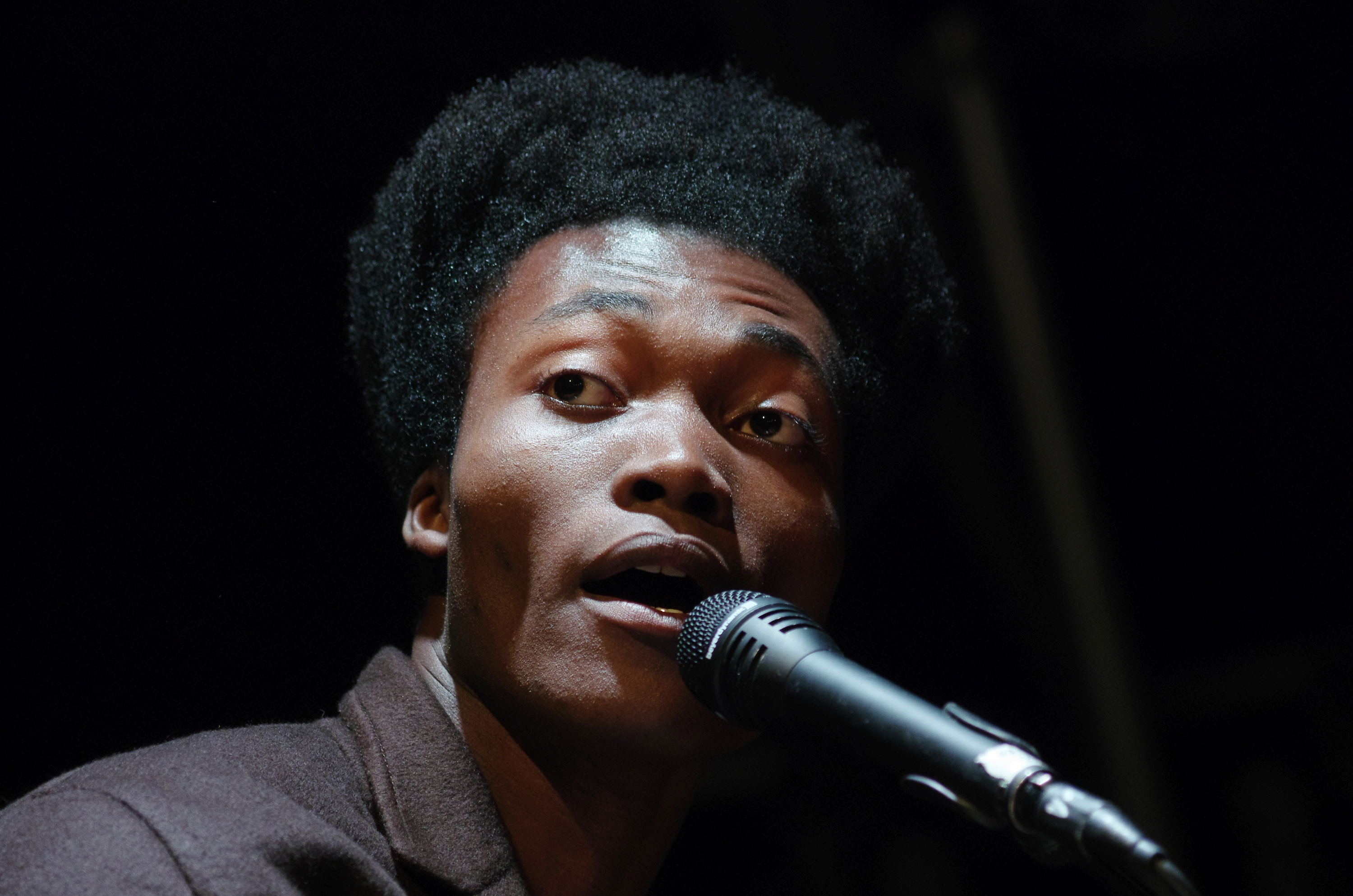
Benjamin Clementine auf dem Haldern Pop Festival 2014

Benjamin Sainte-Clementine (* 7. Dezember 1988 in London) ist ein englischer Musiker und Songwriter.

## Werdegang
Clementine hat ghanaische Wurzeln und wurde im Londoner Stadtteil Crystal Palace geboren. Er wuchs im Norden der Stadt im Stadtteil Edmonton auf.
Seine Musik hat unter anderem Einflüsse von Erik Satie, Antony Hegarty, Leonard Cohen, Nina Simone, Jimi Hendrix, Léo Ferré und Luciano Pavarotti.
Im Jahr 2008, im Alter von 20, nach einem Konflikt mit seiner langjährigen Freundin und Mitbewohnerin, verließ er London und entschied sich, nach Paris zu gehen. Hier lebte er die ersten Jahre obdachlos und spielte meist als Straßenmusiker oder in Bars und Hotels, um seinen Lebensunterhalt zu bestreiten.
Er wurde von einem Agenten namens Aysam Rahmania FdP entdeckt, der ihn an seinen Freund Mathieu Gazier übergab, den späteren Manager von Clementine.
2012 trat er auf den Internationalen Filmfestspielen von Cannes auf und traf hier auf den französischen Geschäftsmann Lionel Bensemoun. Durch ihn beschlossen sie, eine Plattenfirma zu gründen, so dass Clementine seine Musik aufnehmen konnte.
Schließlich wurde er populär in der Musikszene, in der er als „la révélation anglaise des Francos“ („Die englische Offenbarung des Francofolies Festival“) beschrieben wird. Clementine unterzeichnete einen gemeinsamen Lizenzvertrag zwischen Virgin EMI Großbritannien und Barclay Frankreich.
2014 trat er bei verschiedenen Veranstaltungen und Festivals unter anderem auch in Deutschland auf, bevor Anfang 2015 sein Debütalbum At Least for Now zuerst im französischsprachigen Raum veröffentlicht wurde. Es wurde ein Charterfolg und kam unter anderem unter die Top 10 in Frankreich. Clementine wurde mit einem Victoire als Bühnennewcomer ausgezeichnet. Das Album bekam den britischen Mercury Prize und konnte sich danach Ende 2015 auch in den britischen Charts platzieren.
Mit Sir Introvert and the Featherweights soll Clementine laut letztes Album herausbringen, um sich zukünftig dem Film und anderen Interessen zu widmen. Die gleichnamige Tour mit Konzerten in Amerika, Canada, Europa und dem Vereinigten Königreich fand von Dezember 2024 bis April 2025 statt, ohne dass das Album erschienen ist. Laut Instagram Beitrag wird das Album bis auf Weiteres nicht erscheinen.
Clementine ist in Dune (2021) und Blitz (2024) als Schauspieler zu sehen.

## Diskografie

### Alben
- 2013: Cornerstone
- 2014: Glorious You
- 2015: At Least for Now
- 2017: I Tell a Fly
- 2022: And I Have Been

### Singles
- 2013: Cornerstone

### Gastbeiträge
- 2017: Halleluja Money -Gorillaz feat. Benjamin Clementine

## Auszeichnungen für Musikverkäufe
| Goldene Schallplatte - Frankreich - 2015: für das Album At Least for Now |

| Land/RegionAuszeichnungen für Musikverkäufe (Land/Region, Auszeichnungen, Verkäufe, Quellen) | Gold  | Platin | Verkäufe | Quellen         |
| -------------------------------------------------------------------------------------------- | ----- | ------ | -------- | --------------- |
| Frankreich (SNEP)                                                                            | Gold1 | —      | 50.000   | snepmusique.com |
| Insgesamt                                                                                    | Gold1 | —      |          |                 |